# Sparganoza
Sparganoza – choroba zakaźna ssaków drapieżnych powodowana przez tasiemce z rodzaju Spirometra erinaceieuropaei i pokrewne.
Z jaj wydalanych z kałem przez żywicieli ostatecznych (koty, psy i inne ssaki drapieżne) wylęgają się larwy, zjadane przez skorupiaki z rodzaju Cyclops, które stają się pożywieniem dla dalszych żywicieli pośrednich (żaby, węże itp.), a te zjadane są przez żywicieli ostatecznych tasiemca. Człowiek jest tylko przypadkowym żywicielem pośrednim. Larwa żyje u żywicieli pośrednich m.in. pod skórą. W przypadku dostania się do organizmu żywiciela niespecyficznego (paratenicznego), larwy ponownie osiedlają się w tkankach zwierzęcia. 
Z badań polskich z 2020 r. wynika, że tasiemcem Spirometra erinaceieuropaei zarażonych może być wiele innych gatunków ssaków drapieżnych (borsuki, jenoty, lisy, tchórze, kuny leśne, wydry i norki amerykańskie). 